# Park Sung-hyun
Park Sung-Hyun (Gunsan, 1 de janeiro de 1983) é uma arqueira sul-coreana. Park conquistou a medalha de ouro olímpica nos Jogos Olímpicos de Atenas em 2004 e nos Jogos Olímpicos de Pequim em 2008.

## Carreira
Yun Ok-hee representou seu país nos Jogos Olímpicos em 2004 e 2008, ganhando a medalha de ouro três vezes e uma prata.